# NGC 619
NGC 619 (другие обозначения — ESO 353-21, MCG -6-4-51, AM 0132-364, PGC 5878) — спиральная галактика с перемычкой (SBb) в созвездии Скульптор. Открыта 30 ноября 1837 года Джоном Гершелем.
Этот объект входит в число перечисленных в оригинальной редакции «Нового общего каталога».
Является сложной «кольцевой» спиральной галактикой.